# Maria Schneiderová (herečka)
Maria Schneiderová, rodným jménem Marie Christine Gélin (27. března 1952 Paříž – 3. února 2011 Paříž) byla francouzská herečka, která v roce 1972 ztvárnila po boku Marlona Branda svou nejvýraznější roli Jeanne v Bertolucciho filmu Poslední tango v Paříži.
V období aktivní herecké kariéry mezi lety 1969 až 2008 se objevila ve více než padesáti filmových a televizních snímcích. V Antonioniho Povolání: reportér hrála vedle Jacka Nicholsona a jednu z vedlejších rolí ztvárnila také v Zeffirelliho Janě Eyrové.
Francouzský ministr kultury Frédéric Mitterrand, který s ní v roce 1981 hrál v Rivettově snímku Merry-Go-Round, jí 1. července 2010 udělil Řád umění a literatury za příspěvek umění.

## Soukromý život
Narodila se v Paříži roku 1952 do rodiny francouzského herce Daniela Gélina a rumunské matky Marie-Christine Schneiderové, která provozovala pařížské knihkupectví. S otcem se střetla pouze třikrát, vyrůstala s matkou blízko německo-francouzských hranic.
V roce 1974 sdělila, že je bisexuální orientace. Na počátku roku 1976 zrušila natáčení snímku Caligula a na několik dnů odjela na psychiatrickou kliniku v Římě, aby mohla být se svou partnerkou, fotografkou Joan Townsendovou. Tato událost spojená s odmítnutím natáčení nahých scén vedla k jejímu přeobsazení Teresou Ann Savoyovou.
70. léta se vyznačovala její drogovou závislostí, předávkováními a sebevražedným pokusem.
Zemřela 3. února 2011, ve věku padesáti osmi let, na nádorové onemocnění. Pohřbu, který se konal 10. února v pařížském Église Saint-Roch, se účastnila řada francouzských umělců včetně Claudie Cardinalové a Alaina Delona.

## Filmografie

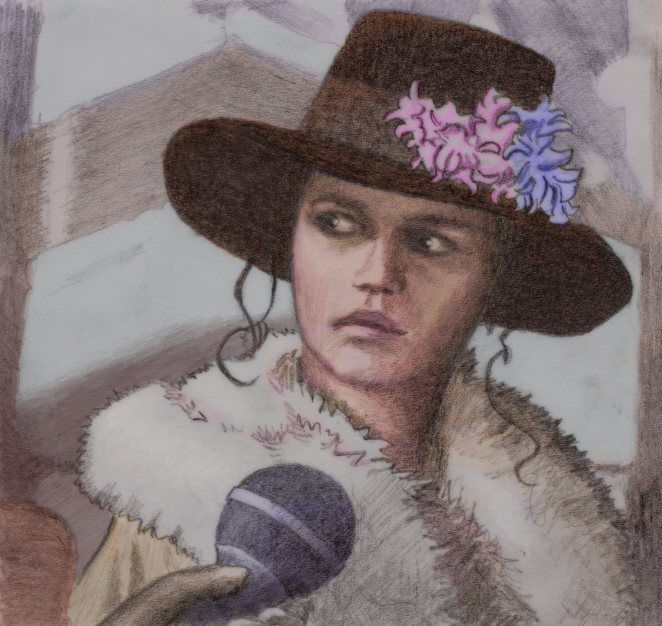
Skica Schneiderové jako Jeanne ve filmu Poslední tango v Paříži

- 2008 –  A.D. La guerre de l'ombre (televizní seriál)
  -  Klientka
- 2007 –  La Clef
  -  Život umělce
- 2006 –  Perds pas la boule!
  -  Quale amore
- 2004 –  Au large de Bad Ragaz
  -  Maigret: Maigret v rodinném penzionu (televizní film)
- 2002 –  La Repentie
- 2000 –  Herci
- 1998 –  Angelo nero (TV film)
  -  IL Cuore e la spada (televizní film)
  -  Something to Believe In
- 1996 –  Jana Eyrová
- 1993 –  Contrôle d'identité (televizní film)
- 1992 –  Au pays des Juliets
  -  Écrans de sable
  -  Noci šelem
- 1991 –  La Condanna
- 1989 –  Bunker Palace Hôtel
  -  Navarro (televizní seriál)
- 1988 –  Silvia è sola (televizní film)
- 1987 –  Lornac ist überall (televizní seriál)
  -  Résidence surveillée
- 1985 – Muž, který zradil (televizní film)
- 1984 –  Buio nella valle (televizní seriál)
  -  Yoroppa tokkyu
- 1983 –  Balles perdues
- 1982 –  Cercasi Gesù
- 1981 –  Merry-Go-Round
  -  Píseň nemilovaného
  -  Sezona mira u Parizu
- 1980 –  Haine
  -  Mamma Dracula
  -  Weiße Reise
- 1979 –  La Dérobade
  -  Ean Vrouw als Eva
- 1978 Io sono mia
  -  Violanta
  -  Voyage au jardin des morts
- 1975 –  La baby sitter
  -  Povolání: Reportér
- 1973 –  Cari genitori
  -  Reigen
- 1972 –  Hellé
  -  Poslední tango v Paříži
  -  Stará panna
  -  What a Flash!
- 1971 –  Les Jambes en l'air
- 1969 –  L'Arbre de Noël
  -  Madly
  - Ženy